# Spartan race

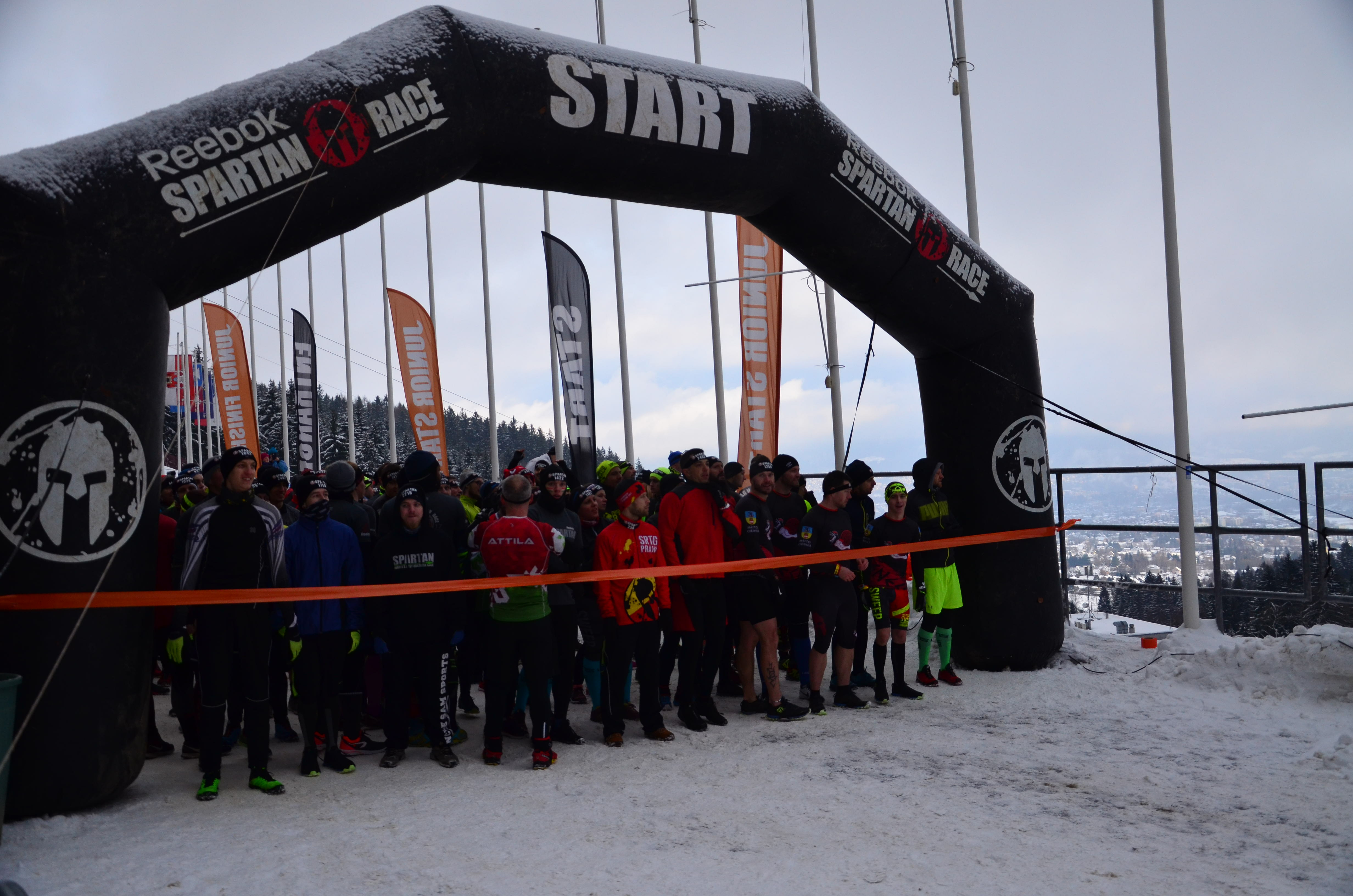
Start..

Spartan Race je jedním z nejpopulárnějších závodů překážkového sportu na světě. Je to kombinace běhu a zdolávání překážek. Běží se za jakéhokoliv počasí a terén bývá velmi náročný. Založil jej Joe De Sena ve Spojených státech amerických v roce 2010 a brzy poté se rozšířil do celého světa. Původně se jednalo o takzvaný Death Race, což byla spíše vytrvalostní záležitost, kdy skupina účastníků plnila různé úkoly do té doby, dokud nebylo 90 % lidí vyřazeno. Jednalo se o velmi náročnou akci určenou pro ty nejodolnější jedince. Poptávka po něčem podobném, způsobila, že Joe De Sena připravil závod, který již nesl jméno Spartan Race a měl parametry překážkového závodu. Death Race se ale zachoval a nyní nese název Agoge. Spartan Race v současnosti pořádá dva druhy akcí – klasické překážkové závody a také Endurance, čili vytrvalostní sérii. Po každém úspěšně absolvovaném závodu získá závodník medaili, tričko a ten nejlepší i finanční odměnu.

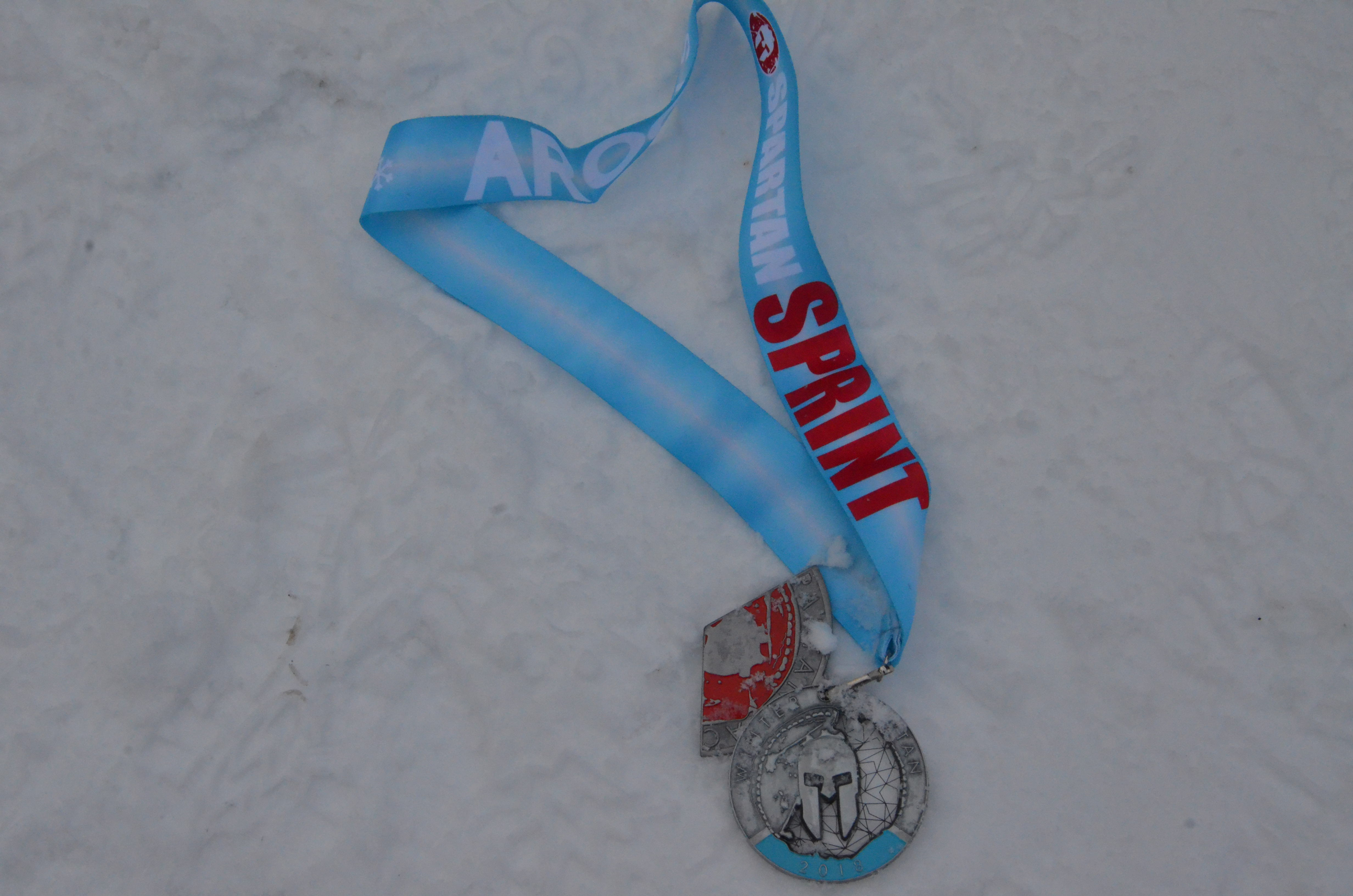
Medaile 2018

V České republice začaly závody v roce 2013 spontánně vznikat ve spoustě měst tzv. Spartan Race Training Groups (SRTG), které mají za cíl shromažďovat sportovce se zájmem o překážkové běhání a kontinuálně se připravovat na tento sport. Projekt se velmi rychle rozšířil na Slovensko, do Polska i Maďarska.

## Typy závodů Spartan Race
Běží se v tzv. vlnách (jedna vlna zahrnuje asi 250 běžců) a startuje se každých 15 - 30 min. Můžete si vybrat z následujících skupin:
1. elita muži
2. elita ženy
3. age group (rozdělení jak na ženy a muže, tak dle věkových skupin)
4. srtg (tréninkové skupiny)
5. open muži
6. open ženy
7. kids – samostatný závod pro děti (kratší trasa, méně náročná)
8. charity – samostatný závod s výtěžkem určeným na charitativní účely

Spartan Race nenabízí pouze jednu náročnost. Má celou řadu možností.
Pokud závodník během jednoho roku splní celou sérii základních běhů Sprint, Super i Beast, dostane se do Trifecta klubu.
| název závodu           | délka | počet překážek | |
| Sprint                 | 5+km  | 20+            | |
| Super                  | 10+km | 25+            | |
| Beast                  | 21+km | 30+            | |
| Ultra Beast            | 50+km | 60+            | (nahrazeno obtížností Ultra)                                                                                                 |
| Ultra                  | 50+km | 60+            | |
| Hurricane Heat         |       |                | 3-4hodinový týmový závod |
| Huriccane Heat 12hours |       |                | 12hodinový týmový závod |
| Huriccane Heat 24hours |       |                | 24hodinový týmový závod |
| Agoge                  |       |                | tréninkový systém, který vznikl před 2700 lety jde o náročný trénink,trvá 24/48/60 hodin, čím delší výdrž, tím vyšší ocenění |

Každoročně se pořádá i mistrovství Evropy. Následně se koná v USA i mistrovství světa.

### Sprint
Nejkratší verze závodu. Trasa měří 5 a více kilometrů a nachází se na ní nejméně 20 překážek. Závodníci trať absolvují v rozmezí 30 minut až 2 hodiny. Čas se odvíjí od profilu trati a kondici závodníka. Úroveň je označena červenou barvou.

### Super
Střední úroveň. Trať má minimálně 10 kilometrů s minimálně 25 překážkami. Časy absolventů se pohybují mezi 80 minutami a 6 hodinami. Tato úroveň se značí modrou barvou.

### Beast
Nejobtížnější varianta závodu ze základní trojice. Trasa je dlouhá minimálně 21 kilometrů a závodníci na ni překonávají minimálně 30 překážek. Časy absolventů se zpravidla pohybují mezi 4 až 8 hodinami. Barva tohoto závodu je zelená.

### Ultra Beast
Tento závod je překážkový ultra maraton, protože jeho délka je minimálně 50 km s více, než 60 překážkami. Závod se obvykle dělá tak, že se běží dvě kola úrovně Beast, ale ve střední Evropě se pořádá tato obtížnost také na jediném originálním okruhu. Na trati Ultra Beast jsou také na rozdíl od ostatních úrovní časové limity. Pokud závodník nedoběhne v předem určeném čase na měřené stanoviště, je diskvalifikován. Taková stanoviště bývají na trati obvykle dvě. Závodníci tuto trať absolvují obvykle v časovém rozmezí mezi 10-15 hodinami.

### Hurricane Heat
Nejedná se o klasický závod, ale o výzvu. Účastníci jsou v průběhu akce vedeni tzv. Drillmastery, kteří jim dávají různé úkoly, které mají prověřit jejich fyzickou i psychickou odolnost. Z velké části se jedná o týmovou akci a je zde kladen velký důraz na schopnost spolupráce. Hurricane Heat má tři úrovně podle toho, jak dlouho bude minimálně trvat a to 4, 12, nebo 24 hodin. Celá akce je vojenského ražení, proto účastníci po úspěšném absolvování nedostanou klasickou medaili, ale vojenskou známku. Původ této akce pochází také z Ameriky, kde se měl v srpnu 2011 běžet klasický závod, ale trať i zázemí závodu bylo poničeno hurikánem Irene, takže pořadatelé byli nuceni závod zrušit. Přesto na místo přijelo přibližně 150 nadšenců, kteří se odmítli se zrušením závodu smířit, vydali se na trať a závod společně absolvovali. Z tohoto motivu později vzešel nápad na Hurricane Heat a odtud pochází právě tento název akce.

### Agoge
Nejobtížnější varianta akce pořádané pod značkou Spartan Race. Za předchůdce Agoge je považovám Death Race. Jeho princip spočíval v tom, že se závodilo do té doby, dokud 90 % všech závodníků nevzdalo. Později se však oba závody oddělily.  Agoge je týmová akce, která připomíná tzv. bootcampy a trvá přes 60 hodin. Jedná se v podstatě o nejextrémnější verzi Hurricane Heat. Pořádá se vždy pouze jeden závod za rok a probíhá na nejodlehlejších lokalitách na světě. Akce se konala například na Velké čínské zdi, v Mongolsku nebo na Aljašce,  Poslední Agoge bylo v roce 2022 ve Slovenských Tatrách. 

### Trifecta
Speciální ocenění pro závodníka, který zvládne v jednom kalendářním roce dokončit tři úrovně závodu. V cíli každého závodu dostane závodník spolu s medailí také díl do trifecty v podobě jedné třetiny velké kulaté medaile.

#### Závodní trifecta
Ocenění pro závodníka, který úspěšně dokončí tratě Sprint, Super a Beast.

#### Endurance trifecta
Ocenění pro závodníka, který úspěšně dokončí vytrvalostní sérii. Ta se skládá z Hurricane Heat 6 a 12 hodin a poslední část se může získat z Hurricane Heat 24 hodin, nebo z Agoge.

#### Multitrifecta
Pokud závodník zvládne v jednom roce úspěšně dokončit více sérií klasických závodů (Sprint, Super, Beast), získá tzv. mulitrifectu, což je speciální medaile s počtem úspěšně dokončených sérií. V roce 2017 byl rekord 21 splněných sérií v jednom roce.

## Registrace
Registrace na závody se otvírá cca 12 až 20 týdnů před startem. Cena je vyšší než na jiných závodech tohoto typu, jelikož se jedná o komerční závod. Pokud se zaregistrujete včas, je registrace levnější (cca 1100 Kč až 1600 Kč), záleží na tom, o jaký typ závodu máte zájem. Čím blíže je k závodu, tím dražší je registrace.

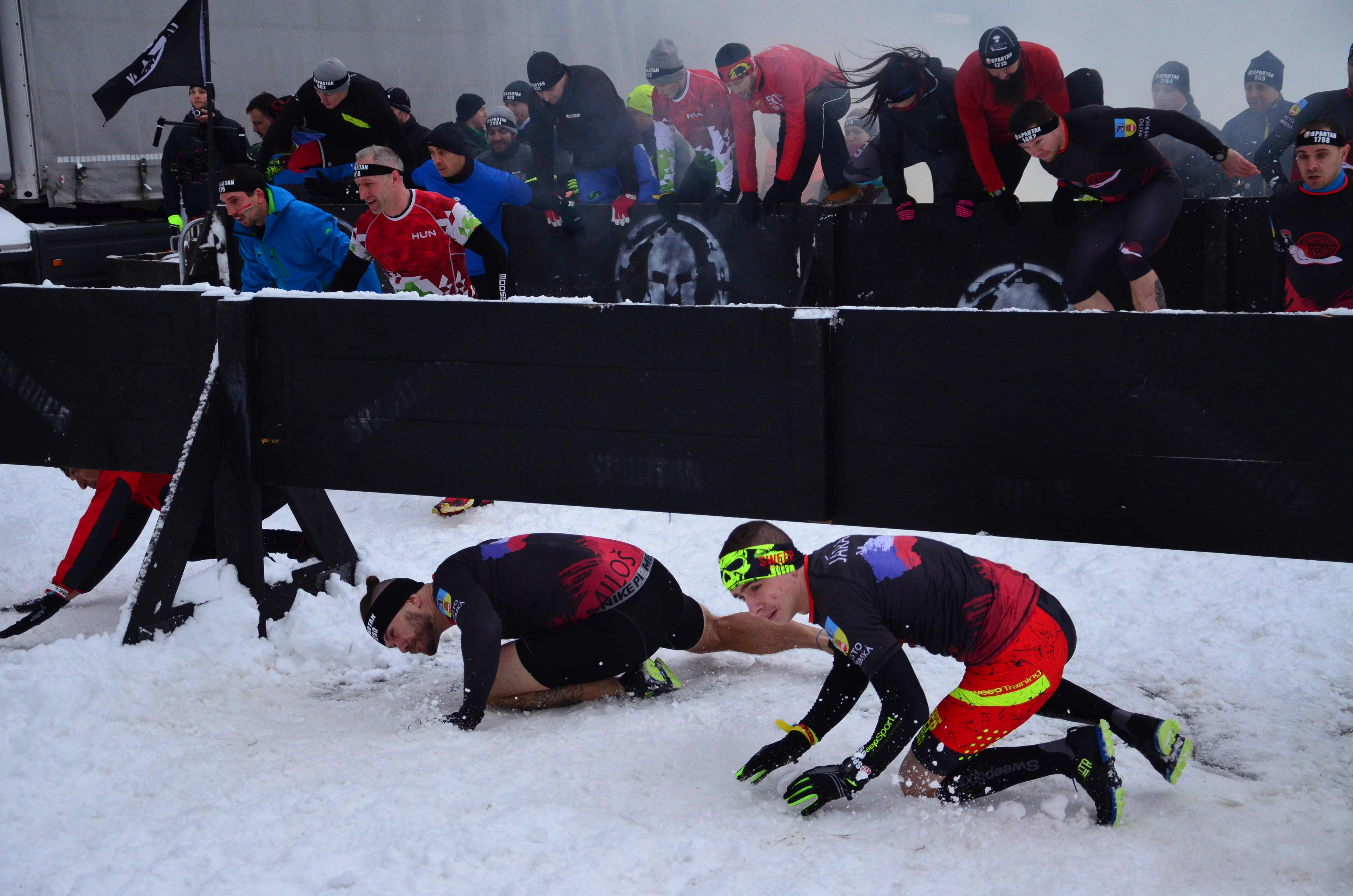
Přes, pod a skrz

## Překážky[4]
Pokud se překážku nepodaří překonat, následuje trest v podobě 30 angličáků (anglicky burpees). Od roku 2023 jsou z důvodu možného podvádění v kategoriích Elite a Age Group angličáky nahrazeny trestným kolem. Jejich splnění je hlídáno dobrovolníky. Jsou však i překážky, které se zdolat musí, jinak následuje diskvalifikace. 
- Atlasovy kameny (Atlas Cary) - přenášení těžkých kamenů či kamenných koulí
- Nošení řetězu - (Chain Carry)
- Ostnatý drát (Barbed Wire Crawl) - plazení se pod ostnatým drátem
- Kyblíky (Bucket Bridge) - naplnit kýbl štěrkem a vylézt s ním do kopce a zpět, můžete se setkat i s nošením pytlů plných písku

- Herkulův výtah (Hercules Hoist) - pytel písku, kladka a lano

- Opičí síť (Monkey Net) - přelézání či ručkování po provazové síti
- Multi-rig (Multi-rig) - ručkování na kruzích
- Ručkovací žebřík - (Mokey Bars) - závodník musí přeručkovat po hliníkovém žebříku
- Tažení sáněk (Plate Drag) - závodní k sobě přitahuje na laně kovové sáňky nebo pneumatiku [6]

- Přes, pod a skrz (Over Under Through) - sada dřevěných překážek, jednou proskočíte, druhou překonáte vrchem a třetí spodem

- Šplhání po provaze (Rope Climb) - klasické šplhání po provaze, pod ním je jáma plná vody

- Hod oštěpem (Spear Throw) – cílem je ,aby oštěp zůstal zabodnutý ve slaměném terči

- Převracení pneumatiky (Tire Drag) - úkolem je pneumatiku dvakrát převrátit

- Horolezecká stěna (Traverse Wall) - zde je plno bláta a úchyty kloužou, je potřeba mít silné prsty

- Přelezení stěny (Wall Jump) - vysoká dřevěná stěna (její výška se mění) - vyskočit, vytáhnout se a přeskočit na druhou stranu

- Podplavání stěny (Dunk Wall) - úkolem je podplavat dřevěnou stěnu, voda je ledová a svou barvou připomíná řeku Gangu

- Test paměti (Memory Test) - musíte si zapamatovat skupinu čísel a přitom myslet na běh, přelézání, podlézání a ostatní fyzické aspekty závodu

- Kladina - balanční překážka
- Slackline - balanční překážka

- Ručkování (Monkey Bar) - úsek lešení, který je nutno přeručkovat, minulý rok se objevila i varianta tricepsové ručkování, kdy ručkujete po závěsech

- Skluzavka (Slide Wall) - kopec, spousta vody a klouzačka z pevného igelitu, úkolem je sjet dolů, spadnout do jámy s vodou a rychle se dostat pryč

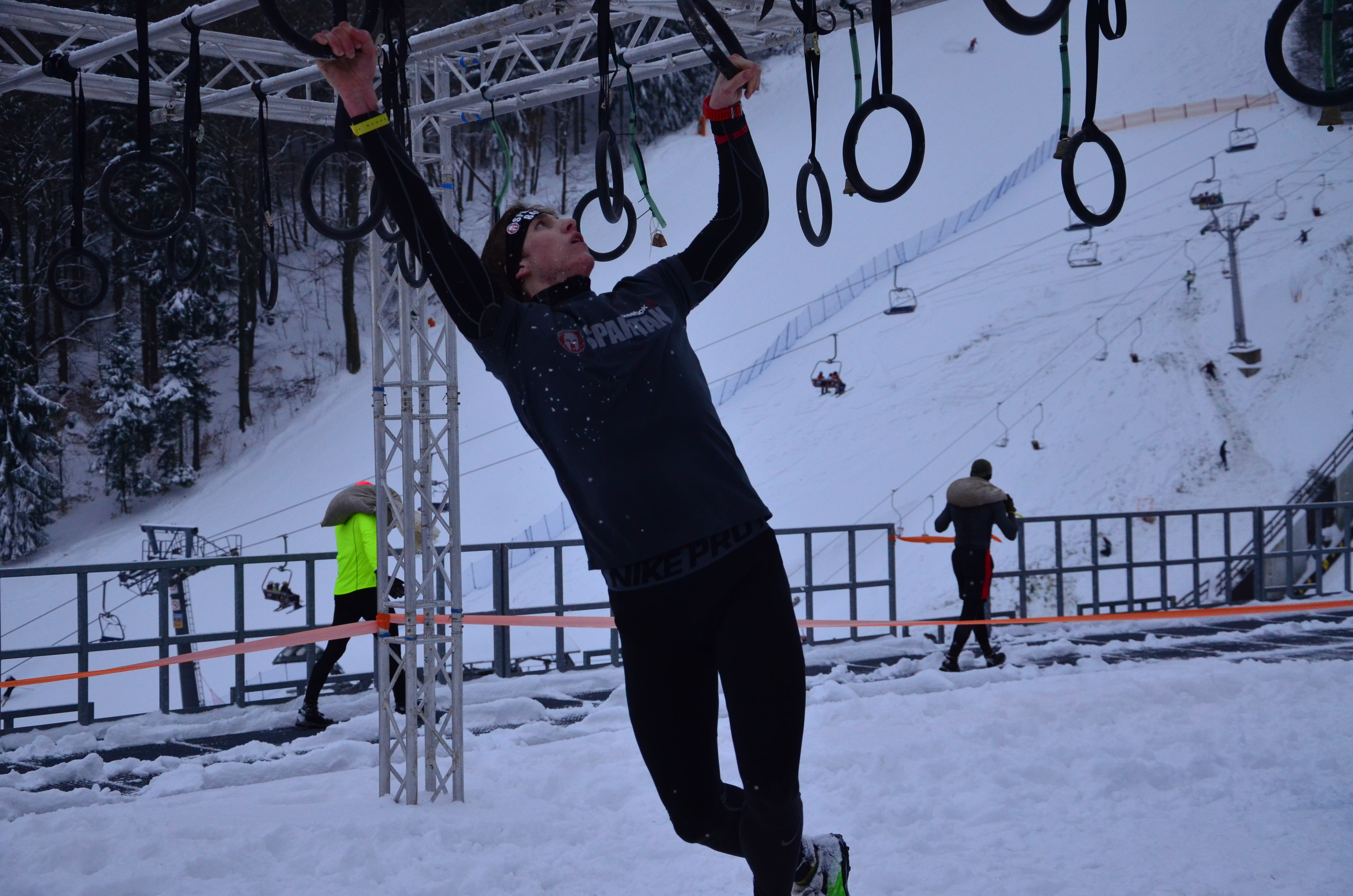
Multi rig

- Šikmá stěna s provazem (Slip Wall) – na jedné straně šplháte po šikmé stěně a následně na druhé slézáte jako ze žebříku

- Přeskok ohně (Fire Jump) - poslední překážka,

## Mistrovství ve Spartan Race
Vždy začátkem podzimu se koná světový a evropský šampionát. Závodníci z celého kontinentu, resp. světa zde absolvují speciálně upravenou trať úrovně Beast. Z českých závodníků zde největší úspěch zaznamenala bývalá běžecká lyžařka Zuzana Kocumová, která na Světovém šampionátu získala titul v letech 2015 a 2016. V roce 2017 doběhla na druhém místě. Na Evropském šampionátu získala mistrovský titul v letech 2016 a 2017. K dalším našim úspěšným závodníkům patří Richard Hynek, který získal v letech 2019 a 2022 titul mistra světa.

## Zázemí
O zázemí na závodě je dobře postaráno. Je připravena úschovna osobních věcí, kiosky s občerstvením, WC, spartánské (ledové) sprchy, stanové městečko pro nocležníky, nákupní zóna (sportovní vybavení, oblečení), masáže a jiné. Záleží na lokalitě závodu a jeho typu. Organizační tým je tvořen převážně z dobrovolníků, které poznáte podle červených triček. Bez nich by závod nemohl fungovat. Starají se o vše, kontrolují dodržovaní pravidel i dbají na bezpečnost závodníků.